# Толстобров, Артур Анатольевич
Арту́р Анато́льевич Толстобро́в (род. 19 августа 1971, Нижняя Тура) — российский режиссёр-аниматор, сценарист, и художник-аниматор. Член Ассоциации Анимационного Кино России с 2012 года.

## Биография
Родился 19 августа 1971 в Нижней Туре.
Окончил лицей кинематографии №333 в 1991 году.
С 1993 по 1997 работал на студии «Аргус», с 1997 по 1999 – на «FAF Entertainment», а с 1999 по 2001 – в компании «Аниматек».
В качестве художника-аниматора участвовал в создании рекламных роликов, фильмов из серии «Гора самоцветов».
В 2000 выступил соучредителем анимационной студии «Воскресение».
В 2004 году, Артур Толстобров принял участие как режиссёр серии «Смешариков» — «Водные процедуры».
С 2009 по 2011 являлся руководителем детской студии актёрского мастерства в школе №157.
С 2011 по 2012 являлся координатором Открытого фестиваля детских анимационных фильмов «Маяк анимации» а также супервайзером анимации в компании «Реновацио».
Является инициатором создания детской мастерской анимации «Чудотворцы».
С 2014 года работает над проектами «Бумажки» и «Ми-ми-мишки».

## Фильмография

### Режиссёрские работы
- 2000 — Воскресенье
- 2004 — Смешарики (серия «Водные процедуры»)
- 2015—н.в. — Ми-ми-мишки
- 2015—2016 — Бумажки
- 2016—н.в. — Лео и Тиг
- 2017 — Аниматанго

### Сценарист
- 2017 — Аниматанго

### Художник-постановщик
- 2010 — Икра
- 2013 — Милыши

### Художник-прорисовщик
- 1997 — Иван и Митрофан во дворце (в титрах не указан)
- 2000 — Новые бременские
- 2006 — Князь Владимир

### Художник-аниматор
- 2005 — Большой петух (цикл «Гора самоцветов»)
- 2006 — Horacosmica
- 2009 — Рогатый Хан (цикл «Гора самоцветов»)
- 2009 — День рождения Алисы
- 2013 — Милыши

### Руководитель группы прорисовки
- 1997—1999 — Незнайка на Луне